# Torneo de Liubliana 2024
El WTA Zavarovalnica Sava Ljubljana 2024 fue un torneo de tenis profesional jugado en canchas de tierra batida. Se trató de la 2.ª edición del torneo que formó parte de los Torneos WTA 125s en 2024. Se llevó a cabo en Liubliana, Eslovenia, entre el 9 al 15 de septiembre de 2024 sobre pista de tierra batida.

## Cabezas de serie

### Individuales
| Tenista            | Ranking | Preclasificada |
| Chloé Paquet       | 97      | 1              |
| Nuria Párrizas     | 100     | 2              |
| Olga Danilović     | 110     | 3              |
| Sára Bejlek        | 129     | 4              |
| Ella Seidel        | 133     | 5              |
| Laura Pigossi      | 141     | 6              |
| Lea Bošković       | 165     | 7              |
| Polina Kudermetova | 169     | 8              |

- Ranking del 26 de agosto de 2024.

### Dobles
| Tenista                          | Ranking | Preclasificada |
| Estelle Cascino Anastasia Dețiuc | 230     | 1              |
| Jesika Malečková Miriam Škoch    | 240     | 2              |
| Maryna Kolb Nadiya Kolb          | 384     | 3              |
| Eleni Christofi Veronika Erjavec | 402     | 4              |

## Campeonas

### Individuales femeninos
Jil Teichmann venció a  Nuria Párrizas por 7–6(8), 6–4

### Dobles femenino
Nuria Brancaccio /  Leyre Romero veniceron a  Lina Gjorcheska /  Jil Teichmann por 5–7, 7–5, [10–7]